# Beyuk-Sogyutlyu
Beyuk-Sogyutlyu (ryska: Беюк Сеюдлю) är en ort i Azerbajdzjan.   Den ligger i distriktet Oğuz Rayonu, i den centrala delen av landet, 200 kilometer väster om huvudstaden Baku. Beyuk-Sogyutlyu ligger 471 meter över havet och antalet invånare är 1 198.
Terrängen runt Beyuk-Sogyutlyu är kuperad norrut, men söderut är den platt. Närmaste större samhälle är Nic, 12,6 kilometer nordost om Beyuk-Sogyutlyu.
Trakten runt Beyuk-Sogyutlyu består till största delen av jordbruksmark. Runt Beyuk-Sogyutlyu är det ganska glesbefolkat, med 34 invånare per kvadratkilometer.